# 卡洛斯·科洛马·尼古拉斯
卡洛斯·科洛马·尼古拉斯（西班牙語：Carlos Coloma Nicolás，1981年9月28日—），西班牙男子自行车运动员。他曾代表西班牙参加2008年、2012年和2016年夏季奥林匹克运动会自行车比赛，其中2016年奥运会获得一枚铜牌。